# لوثر ديكنسون
لوثر ديكنسون (بالإنجليزية: Luther Dickinson)‏ هو عازف قيثارة أمريكي، ولد في 18 يناير 1973 في ممفيس في الولايات المتحدة.

## وصلات خارجية
- لوثر ديكنسون على موقع IMDb (الإنجليزية)
- لوثر ديكنسون على موقع ميوزك برينز (الإنجليزية)
- لوثر ديكنسون على موقع أول ميوزيك (الإنجليزية)
- لوثر ديكنسون على موقع ديسكوغز (الإنجليزية)
- لوثر ديكنسون على موقع قاعدة بيانات الفيلم (الإنجليزية)